# Hammelev Kirke (Haderslev Kommune)
 For alternative betydninger, se Hammelev Kirke. (Se også artikler, som begynder med Hammelev Kirke)
Hammelev kirke er en sognekirke i den sønderjydske landsby Hammelev.
De ældste dele af kirken går tilbage til middelalderen.
Udvendigt mod nord er der spor i muren efter en romansk bygning.
Kirken er udbygget med våbenhus og sakristi i 1700-årene.

## Blade af Hammelev sogns historie
Sognepræsten i Hammelev Niels Henning Thykjær Jensen (1922 – 1988) skrev en lokalhistorisk bog om kirken: "Blade af Hammelev Sogns Historie" (Stenten 1992).

## Eksterne kilder og henvisninger
- Hammelev Kirke på KortTilKirken.dk
- Hammelev Kirke i bogværket Danmarks Kirker (udg. af Nationalmuseet)

- Wikimedia Commons har flere filer relateret til Hammelev Kirke (Haderslev Kommune)